# Karel Strnad
Karel Strnad (16. června 1920, Praha – 6. listopadu 2011, Plzeň) byl český házenkář, trenér a všestranný sportovec. Své házenkářské působení začal v roce 1938 ve Spartě Praha na postu záložníka, kde působil až do roku 1955. V letech 1940 až 1946 reprezentoval.
Po ukončení aktivní hráčské kariéry se dále věnoval házené ve funkci trenéra. Od roku 1956 do 1961 vedl tým házené mužů Sparty a reprezentace. Svou trenérskou kariéru ukončil po Mistrovství světa v házené mužů 1961, kde jeho výběr získal stříbrnou medaili.
Byl nositelem ocenění Vzorný a Zasloužilý trenér.
Souběžně s házenou se aktivně věnoval kuželkám, a to jako hráč a současně předseda oddílu kuželkářů pražské Sparty. Aktivní kuželkářskou kariéru ukončil v roce 2005.

## Největší úspěchy
- 2. místo na MS 1961 ve funkci trenéra